# Iglesia de San Miguel (Múnich)
La iglesia de San Miguel en Múnich es una gran iglesia renacentista del sur de Alemania, en su día la más grande al norte de los Alpes. Fue construida para los jesuitas (desde 1585 hasta 1597) por Guillermo V, duque de Baviera (1579-1597), como centro espiritual de la Contrarreforma. Su estilo expresa bien la transición del Renacimiento (concretamente el Renacimiento alemán) al Barroco y tuvo una gran influencia sobre la arquitectura del primer Barroco en el sur de Alemania.

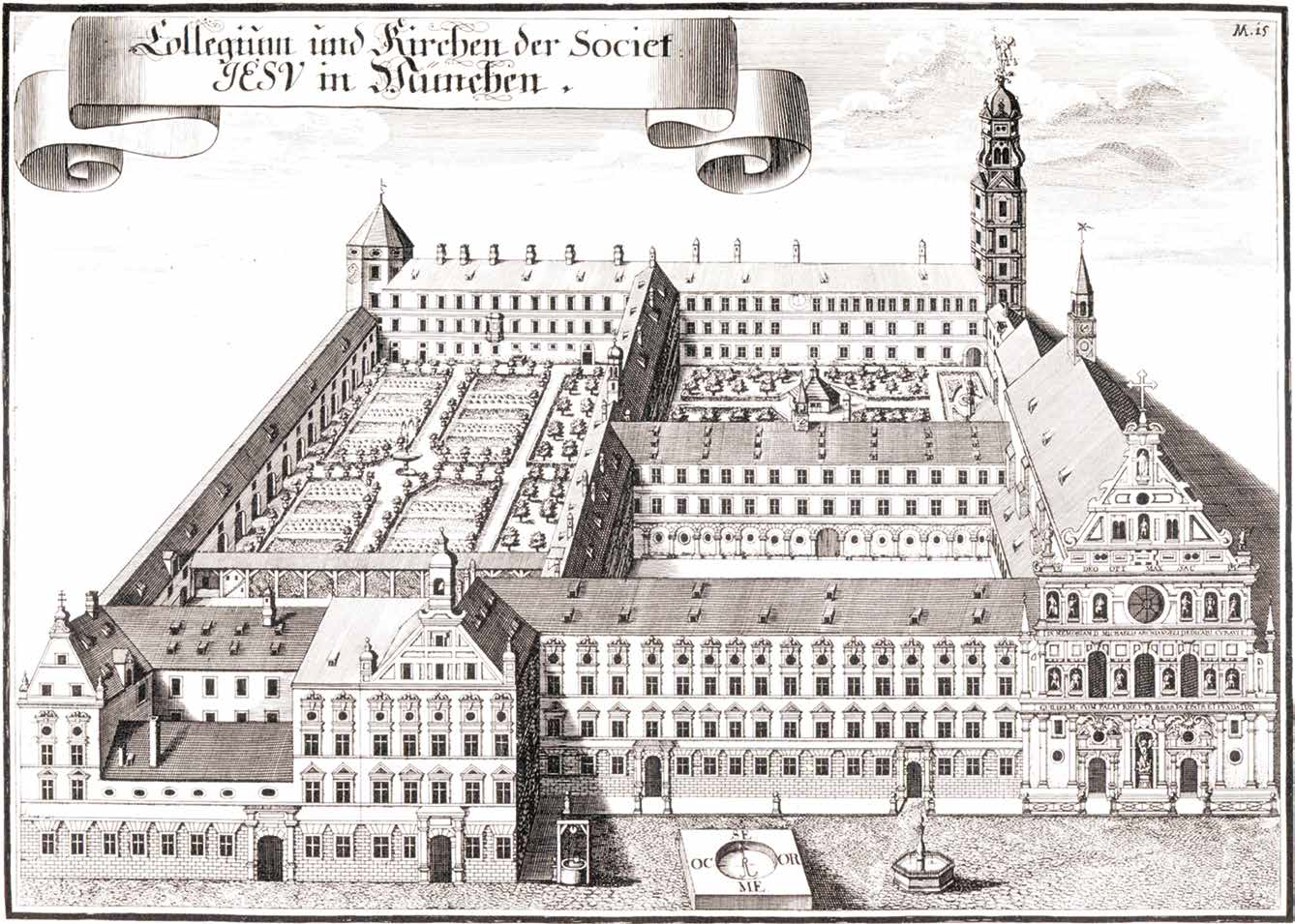
San Miguel, circa 1700 (grabado de Michael Wening)

El templo se erigió en dos etapas. En la primera (1583-1588), se levantó según el modelo de la iglesia del Gesù de Roma con una bóveda de cañón, obra de un arquitecto desconocido. Esta bóveda era la mayor del mundo después de la de San Pedro del Vaticano en Roma, con más de 20 metros. Acabada la iglesia, se dudó de la estabilidad de la bóveda. No obstante, fue la torre la que se vino abajo en 1590, destruyendo el coro recién acabado. El duque Guillermo V lo tomó como un mal presagio y planeó edificar una iglesia aún mayor. Por ello, en una segunda etapa constructiva que acabaría en 1597, Friedrich Sustris levantó sobre la nave que había quedado un nuevo coro y un  transepto que no habían sido proyectados en el plan original.
La fachada es muy grande y contiene estatuas de miembros de la dinastía Wittelsbach. La gran estatua de bronce de Hubert Gerhard que hay entre las dos entradas muestra al Arcángel Miguel luchando por la Fe y matando al Diablo en forma de dragón.
El retablo mayor tiene una pintura de Christoph Schwarz del arcángel derrotando a los ángeles caídos. El interior alberga la tumba de Eugène de Beauharnais, erigida por el gran escultor Bertel Thorvaldsen en 1830. Eugène fue hijo de Josefina de Beauharnais, primera mujer de Napoleón, y de su primer marido el general Alexandre de Beauharnais. Se casó con una hija del rey Maximiliano I de Baviera en 1806 y fue nombrado Duque de Leuchtenberg en 1817. En el transepto, a la derecha, hay una cruz de Giovanni da Bologna.

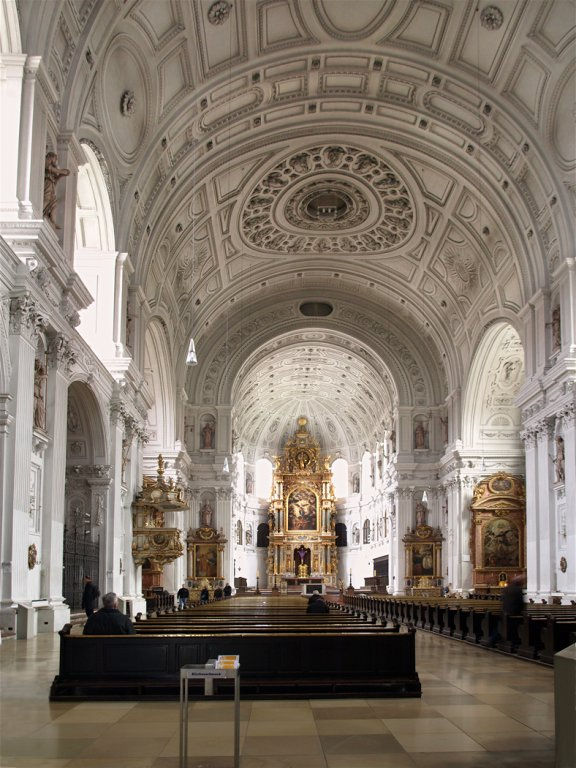
El interior de la iglesia.

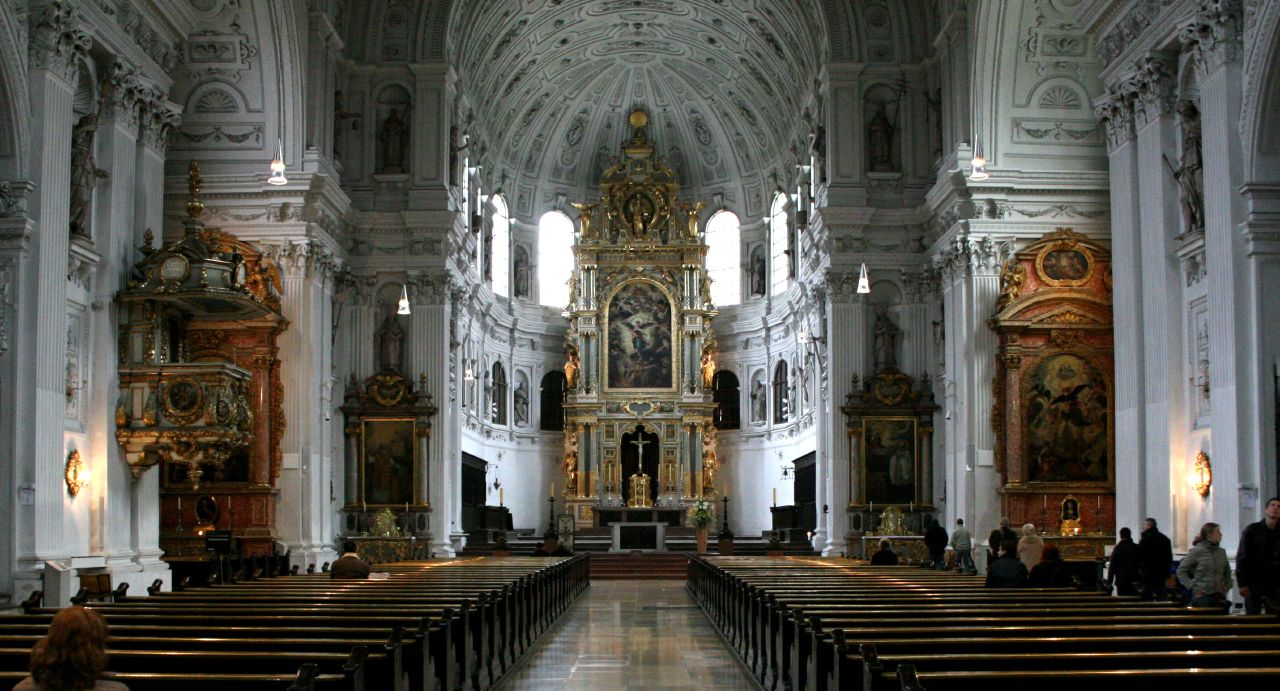
Otro interior.

La cripta alberga entre otras las tumbas de algunos miembros de la dinastía Wittelsbach:
- Guillermo V, Duque de Baviera (1579-1597)
- Maximiliano I, duque y elector de Baviera (1597-1623)
- Príncipe Adalberto de Baviera (1828-1875) y su esposa la infanta Amalia Filipina de Borbón (1834-1905), nieta de Carlos IV.
- Rey Luis II de Baviera (1864-1886)
- Rey Otón I de Baviera (1886-1913)
- Luis Fernando de Baviera (1859-1949), su esposa la infanta María de la Paz de Borbón (1862-1946), hija de Isabel II, y la hija menor de ambos, Pilar de Baviera y Borbón.

Durante la Segunda Guerra Mundial sufrió daños y fue restaurada en 1946-1948. Finalmente, entre 1980 y 1983, los relieves de estuco de la nave fueron restaurados.